# Tôn giáo tại Singapore
Tôn giáo tại Singapore (2015)
Tôn giáo tại Singapore đặc trưng bởi sự đa dạng về tôn giáo và tín ngưỡng do tính đa dạng và khác biệt  của những sắc tộc đến từ những đất nước và nền văn hóa khác nhau. Hầu hết các tôn giáo và tín ngưỡng lớn đều có ở Singapore. Một phân tích năm 2014 do Trung tâm Nghiên cứu Pew tiến hành cho thấy rằng Singapore là quốc gia có Chỉ số Đa dạng Tôn giáo (tiếng Anh: Religious Diversity Index) cao nhất thế giới.
Tôn giáo chiếm số lượng tín đồ đông nhất là Phật giáo, chiếm 33.1% dân số cả nước (2015).

## Thống kê và nhân khẩu học
Tổng điều tra của Singapore bao gồm dữ liệu chi tiết về tôn giáo và dân tộc, và được thực hiện trên cơ sở mười hoặc năm năm. Thống kê tôn giáo trong ba thập kỷ qua:
| Nhóm tôn giáo                       | Tín đồ % 1980 | Tín đồ % 1990 | Tín đồ % 2000 | Tín đồ % 2010 | Tín đồ % 2015 |
| ----------------------------------- | ------------- | ------------- | ------------- | ------------- | ------------- |
| Phật giáo                           | 26.7%         | 31.1%         | 42.5%         | 33.3%         | 33.1%         |
| Kitô giáo                           | 9.9%          | 12.5%         | 14.6%         | 18.3%         | 18%           |
| Không tôn giáo                      | 13.1%         | 14.3%         | 14.8%         | 17.0%         | 18.3%         |
| Hồi giáo                            | 16.2%         | 15.4%         | 14.9%         | 14.7%         | 14.0%         |
| Đạo giáo và các tín ngưỡng dân gian | 30.0%         | 22.4%         | 8.5%          | 10.9%         | 11.0%         |
| Ấn Độ giáo                          | 3.6%          | 3.7%          | 4.0%          | 5.1%          | 5.0%          |
| Các tôn giáo khác                   | 0.5%          | 0.6%          | 0.6%          | 0.7%          | 0.6%          |

## Các tôn giáo

### Đạo giáo

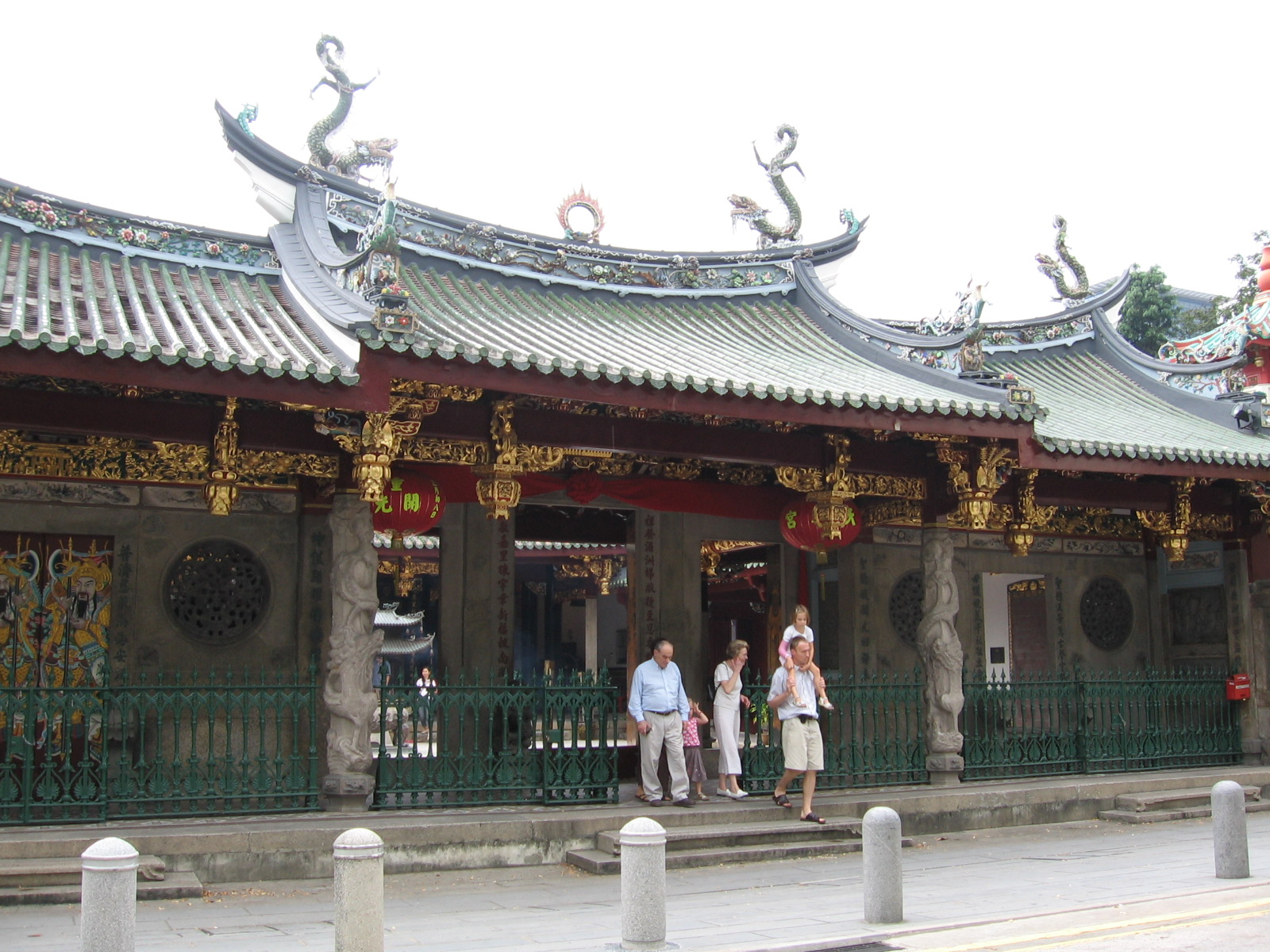
Thiên Phúc Cung (chữ Hán: 天福宫, chuyển tự: Thian Hock Keng), (xây dựng 1842) là nơi thờ tự của Đạo giáo lâu đời nhất Singapore.

Các tín đồ Đạo giáo tôn thờ Lão Tử — bậc hiền triết Trung Quốc cổ đại, đồng thời là người tổ sáng nên Đạo giáo — và Tam Thanh. "Đạo giáo" ở Singapore cũng mang nghĩa lớn, bao hàm cả những tín ngưỡng dân gian của Trung Hoa.
Mặc dù số lượng Đạo quán tại Singapore khá nhiều, con số thống kê về số lượng tín đồ chính thức cho thấy trong giai đoạn 1990 đến 2000, số người dân theo đạo giảm đáng kể, từ 22.4% xuống còn 8.5%. Tuy vậy, điều này có thể được giải thích bởi lằn ranh nhận thức giữa Đạo giáo và Phật giáo khá mờ nhạt trong công chúng. Tổng điều tra của hai năm 2010 và 2015 cho thấy tổng số tín đồ đã tăng vọt lên lại và chiếm khoảng 11% dân số Singapore.

### Phật giáo
Bài chi tiết: Phật giáo tại Singapore

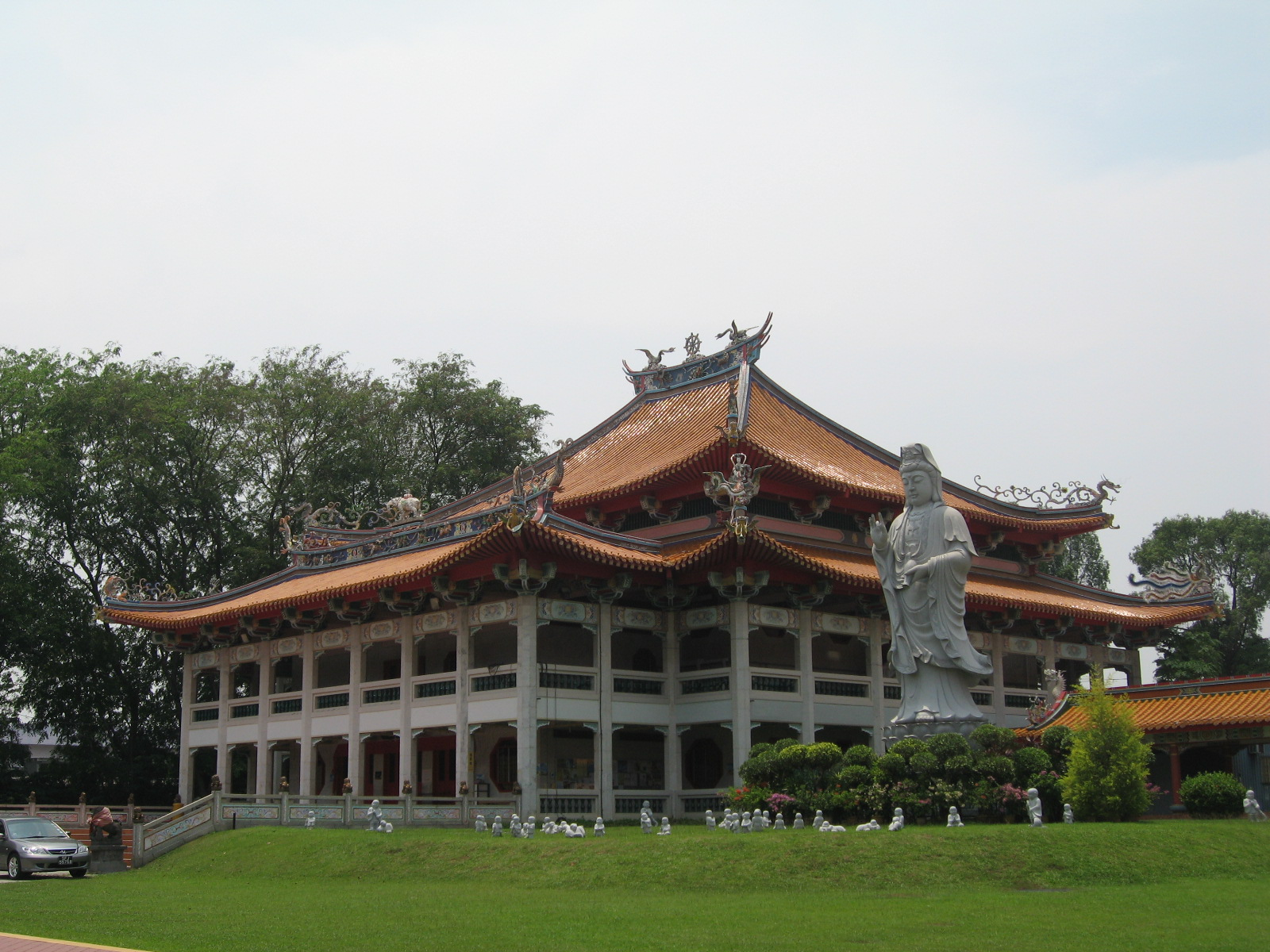
Ngôi chùa thiền Kong Meng San Phor Kark (Quang Minh Sơn Phổ Giác Thiền tự) tại Singapore.

Có rất nhiều đền chùa và trung tâm Phật giáo ở Singapore với sự hiện diện của ba bộ phái: Thượng tọa bộ, Đại thừa và Kim cương thừa. Đa số các tín đồ Phật giáo ở Singapore là người Hán thuộc phái Đại thừa. 33.3% dân số Singapore theo đạo Phật.

### Bahá'í giáo
Những người đầu tiên phổ biến tôn giáo Bahá'í tại Singapore là K. M. Fozdar (1898–1958) và Shirin Fozdar (1905–1992), khi họ định cư tại đây năm 1950. Shirin Fozdar nổi tiếng khắp Singapore và cả châu Á với sự nghiệp đấu tranh cho phụ nữ của bà. Việc Shirin Fozdar đến Singapore đã được dự báo trước bởi một bài báo của The Straits Times ngày 15 tháng 9 năm 1950 với tiêu đề "A Woman with a Message" ("Người phụ nữ với một thông điệp"). Thông qua các nỗ lực của vợ chồng Fozdar, năm 1952 số tín đồ theo đạo Baha'i ở Singapore vừa đủ để thành lập Hội đồng Tín ngưỡng địa phương (hay Hội nghị Tôn giáo Địa phương) đầu tiên tại quốc gia này. Từ đó cộng đồng đã phát triển được hơn 2000 thành viên.

### Kitô giáo

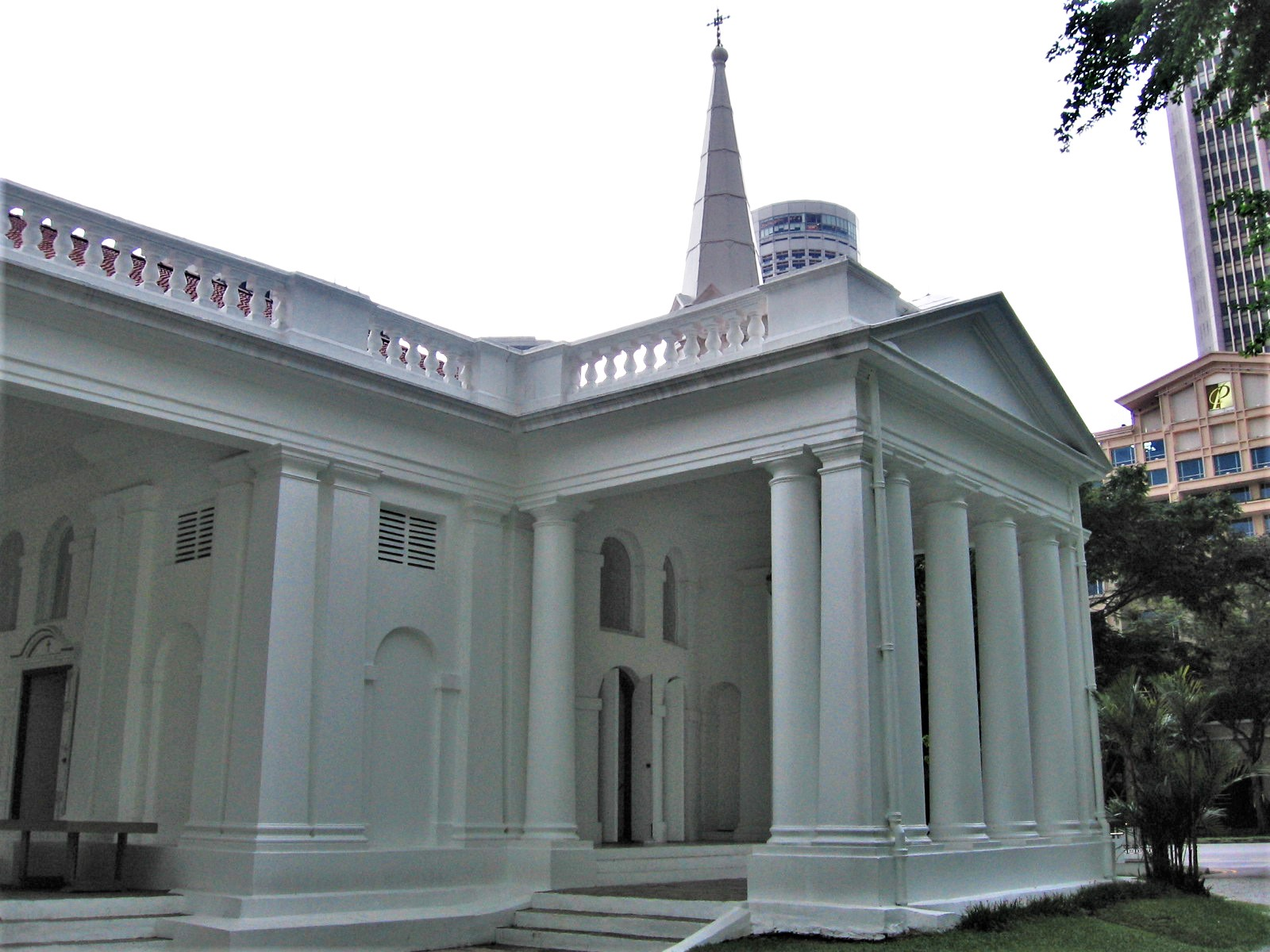
Nhà thờ Armenia (xây dựng 1835), là nhà thờ lâu đời nhất Singapore.

Các nhà thờ Kitô giáo của hầu hết các giáo phái đều có tại Singapore. Chúng được xây dựng với sự xuất hiện của những nhà truyền giáo sau khi Sir Stamford Raffles đặt chân đến đây. Cùng với Phật giáo, Hồi giáo và Ấn Độ giáo, đạo Kitô được coi là một trong bốn nền đạo lớn ngày nay.
Ngày 20 tháng 11 năm 1986, Giáo hoàng Gioan Phaolô II của Giáo hội Công giáo Rôma đã đến Singapore. Giáo hội này hiện có một Tổng giáo phận duy nhất tại Singapore, trùng với tên quốc gia này, do Tổng giám mục William Goh Seng Chye quản lý.
Các tín đồ Kitô giáo chiếm 18.8% dân số Singapore năm 2015.

### Hồi giáo

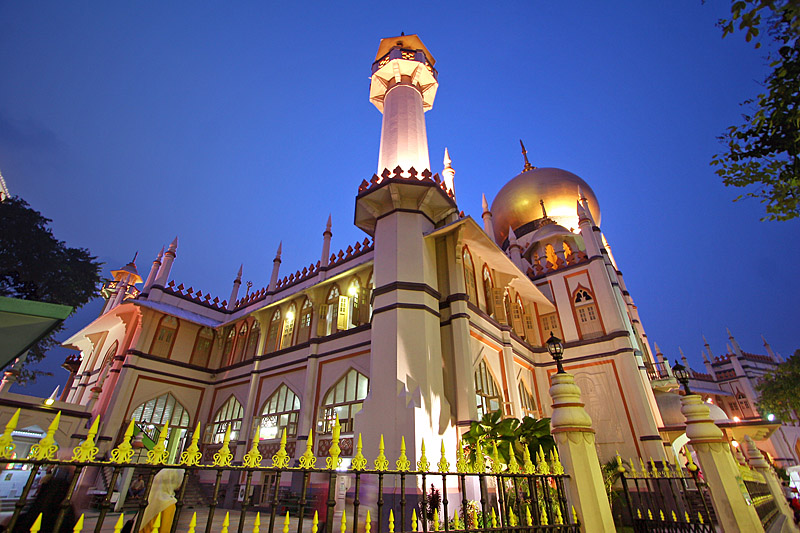
Nhà thờ Hồi giáo Sultan, xây dựng 1826 ở quận Kampong Glam, là công trình nhà thờ đạo Hồi lâu đời nhất Singapore.

Theo điều tra dân số năm 2010, khoảng 15% cư dân SIngapore cho rằng họ là người Hồi giáo. Đa số những nhà thờ Hồi giáo tại Singapore phục vụ cho nhu cầu tôn giáo của những tín đồ đạo Hồi thuộc nhánh phái Sunni, tuy vậy vẫn có một số ít những nhà thờ thuộc về phái Shia. Singapore còn tồn tại một tổ chức phụ nữ Hồi giáo lâu đời nhất trên thế giới: Tổ chức Hồi giáo dành cho phụ nữ trẻ Singapore (YWMA).

### Hỏa giáo
Có khoảng 4,500 tín đồ đạo thờ lửa sinh sống tại Singapore. Nhờ chính sách khoan dung tôn giáo của chính phủ Singapore, số lượng tín đồ tăng nhanh.

### Ấn Độ giáo

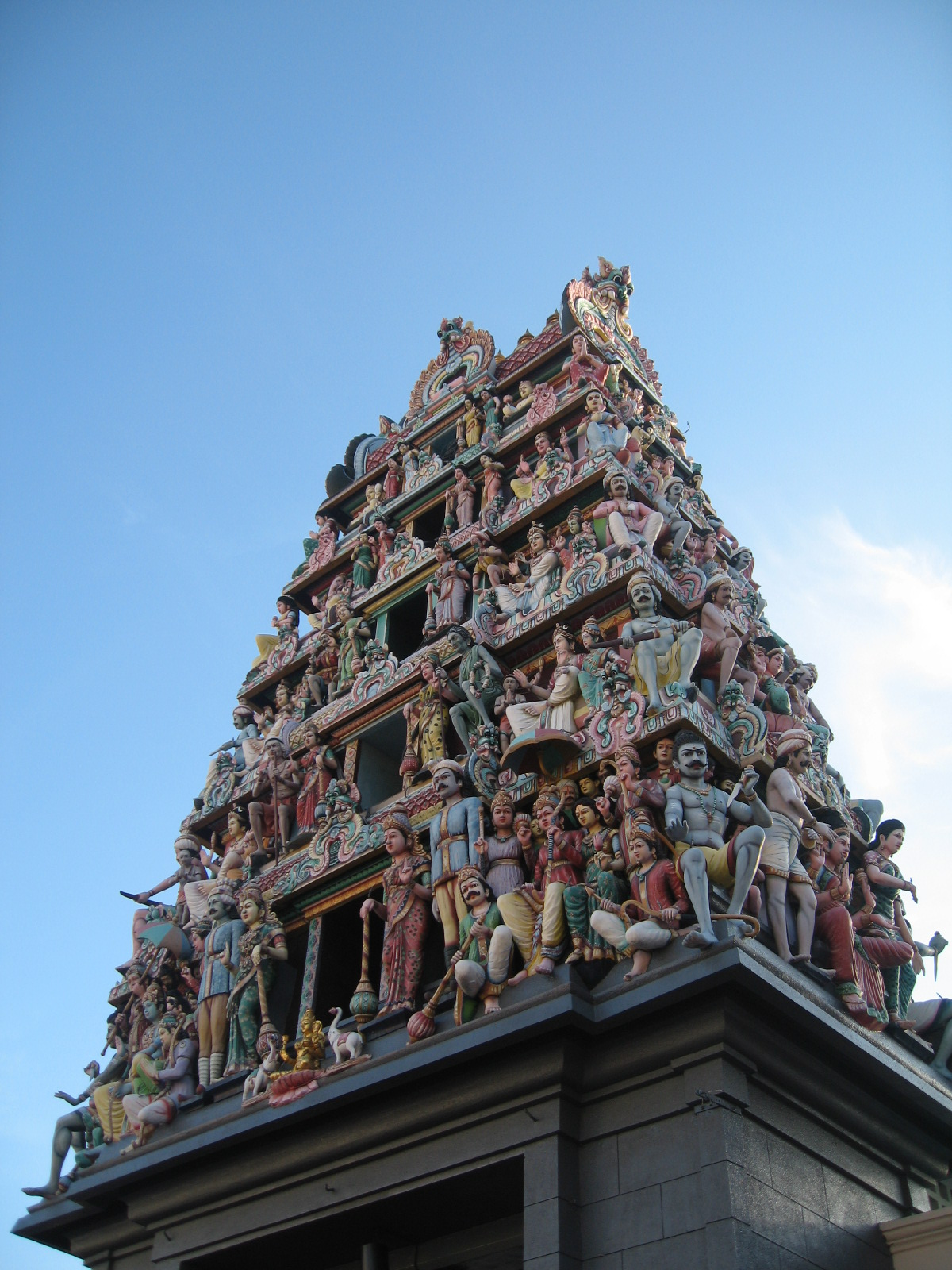
Đền Sri Mariamman, Singapore (xây dựng 1827) ở quận Chinatown là công trình điện thờ lâu đời nhất của Ấn Độ giáo tại Singapore.

Phần lớn các tín đồ đạo Ấn hiện tại đang sinh sống tại Singapore là hậu duệ của những người Ấn di cư sang Singapore năm 1819 sau khi lập quốc. Những điện thờ Ấn Độ giáo đầu tiên ở đây vẫn là điểm trung tâm của những nghi lễ và lễ hộ diễn ra xuyên suốt các năm.

### Sikh giáo

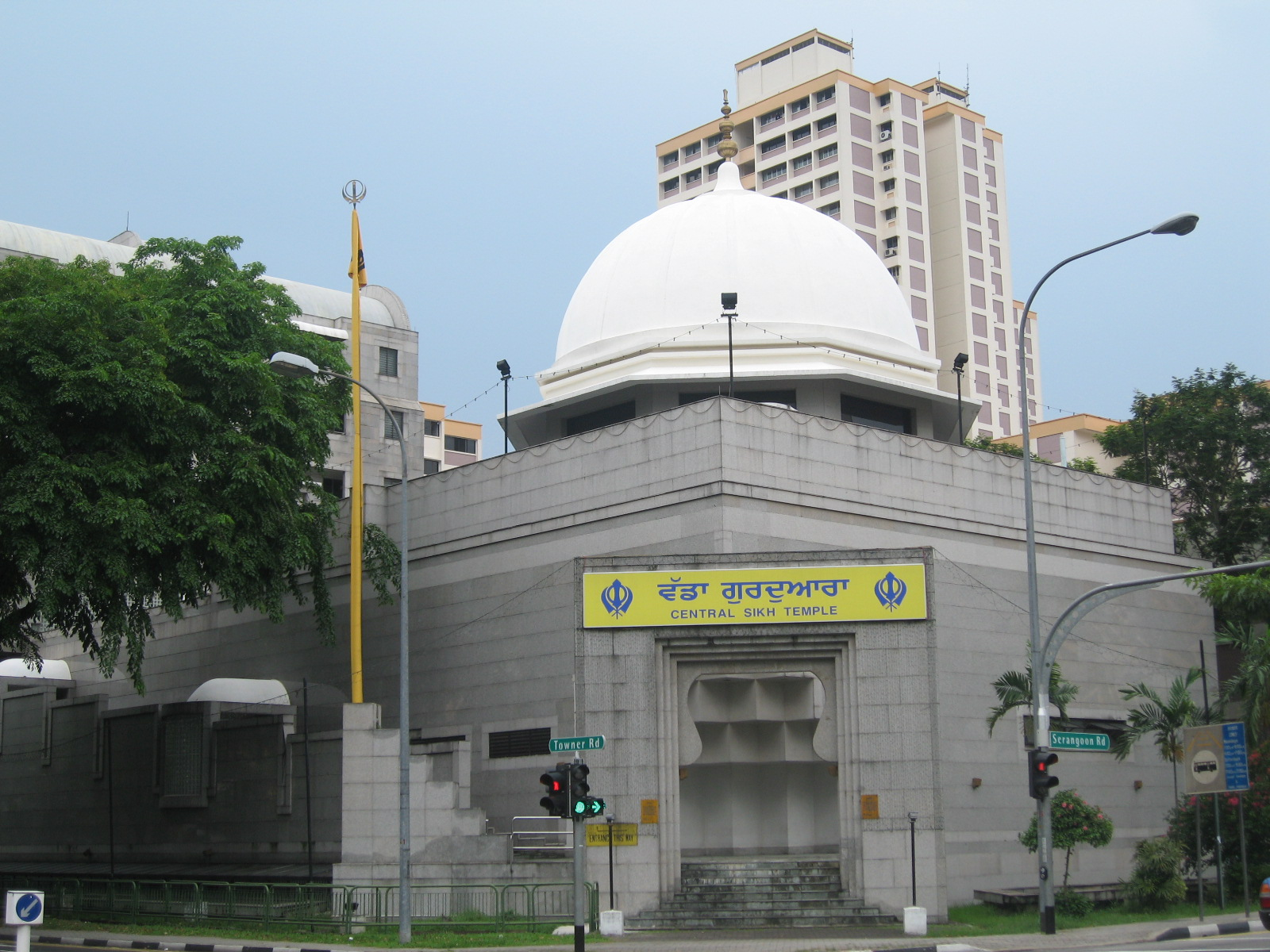
Central Sikh Temple (xây dựng 1912) ở Singapore.

Những tín đồ theo đạo Sikh đầu tiên xuất hiện và định cư tại Singapre năm 1849. Năm 2011, có 10,744 tín đồ tại Singapore.

### Do Thái giáo

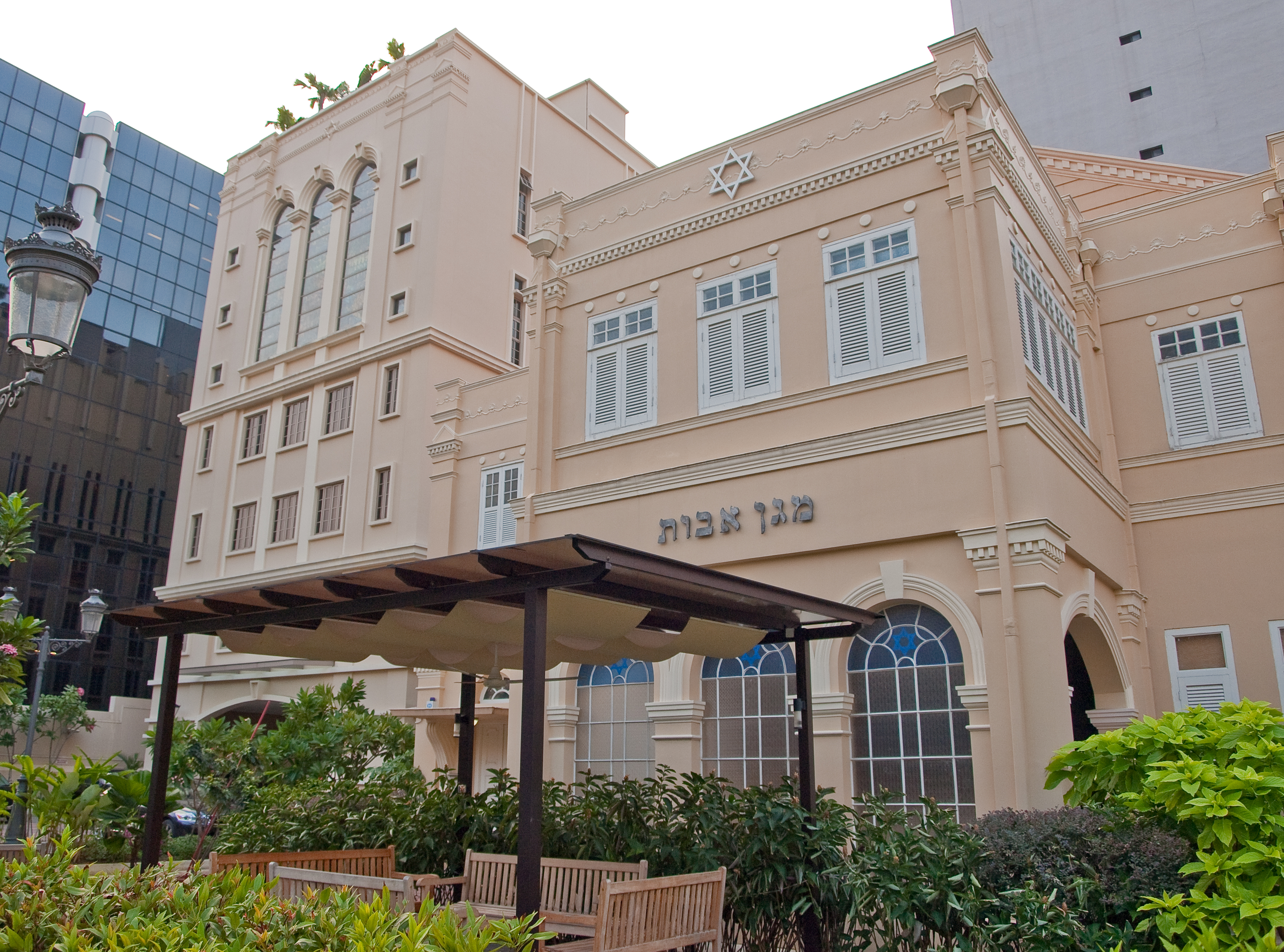
Maghain Aboth Synagogue, (xây dựng 1878) là giáo đường Do Thái lâu đời nhất tại Singapore.

Những tín đồ Do Thái đầu tiên ở Singapore đến từ Ấn Độ năm 1819. Năm 2008, có khoảng 1000 người theo đạo Do Thái tại Singapore. Số lượng tín đồ hiện tại ở vào khoảng 800 đến 1000 người. 

### Kỳ Na giáo

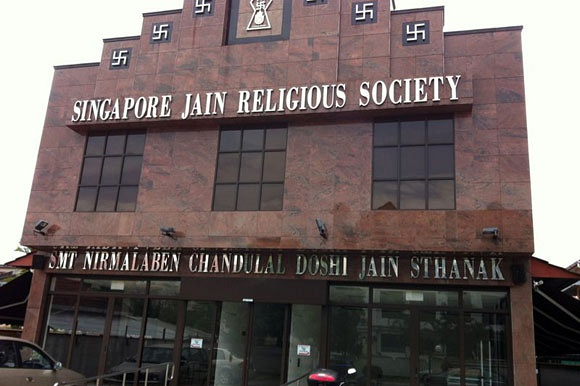
Singapore Jain Religious Society, ở Jalan Yasin, Singapore.

Năm 2006, có khoảng 1,000 tín đồ theo đạo Jain tại Singapore.

### Không tôn giáo
Những người Vô thần tại Singapore chiếm khoảng 18,3% dân số cả nước theo cuộc điều tra dân số năm 2015.